# Juan de Sanz y de Barutell
Juan de Sanz y de Barutell (1756 - 1822) fue un escritor, archivero, historiador y marino español.

## Biografía
Estudió leyes en la Universidad de Cervera y se doctoró en 1777. Ingresó en la Armada Real; tomó parte en varias expediciones navales y alcanzó el grado de oficial teniente de navío; desde entonces el gobierno le encargó investigar sobre la Marina en los archivos españoles haciendo recopilaciones documentales y copiando manuscritos; también copió documentos que se custodiaban en la Real Academia de la Historia de Madrid. Fue académico de la Real de la Historia y de las de Buenas Letras y Ciencias Naturales de Barcelona. Desempeñó diversos cargos en Organismos Superiores de la Armada y también fue archivero en la Secretaría de Marina y en el Archivo de Corona de Aragón. En este último fue comisionado oficialmente por el gobierno para hacer investigaciones sobre la Marina aragonesa de la Edad Media: expediciones, armamentos, guerras, ordenanzas... 
Posteriormente se trasladó al Archivo General de Simancas para realizar el mismo cometido con la Marina de Castilla con documentación fechada entre los siglos XIV y XVII. El 15 de enero de 1798 se le dio encargo de examinar, reunir y copiar la documentación del Archivo de la Contaduría de Cartagena, donde hasta entonces había estado realizando José Vargas Ponce la misma labor. Concluyó su encargo en julio y fue destinado el 23 de noviembre de 1806 de 2º ayudante secretario de la Dirección General de la Armada. En 1808 se le nombró oficial de la Secretaría del Consejo Supremo de Marina que se acababa de crear: desde entonces se le consideró separado del servicio de la Armada. El 22 de agosto de 1809 le nombró Mazarredo para Archivero de la Secretaría de Despacho. Años más tarde sirvió como funcionario facultativo de archivos en el de la Corona de Aragón. Siendo archivero de la Secretaría de Estado de Marina se le mandó hacer una exposición con presencia de los expedientes que hallase, relativos a los montes de Segura de la Sierra, presentando en 1811 su Memoria sobre la situación geográfica y extensión de la provincia de Segura de la Sierra, con los pueblos y ríos que comprende, y utilidad, gobierno y administración de sus montes. Escribió además el Índice general de los diplomas, documentos y otros papeles relativos a la historia de la marina de la Corona de Aragón; el Índice general de los diplomas, y otros documentos relativos a la antigua marina española, en que debe apoyarse su historia militar; la Memoria sobre el incierto origen de las barras de Aragón, antiguo blasón del condado de Barcelona, los Documentos concernientes á la armada que en 1351 mandó aprestar el rey don Pedro IV de Aragón en contra de genoveses, con la relación de su campaña naval y de la batalla que... sostuvo en 13 de febrero de 1352... va adjunta una noticia histórica de este suceso (vol. II de Memorial histórico español, s.n., 1851).
- Datos: Q5952493